# 名古屋市立丸の内中学校

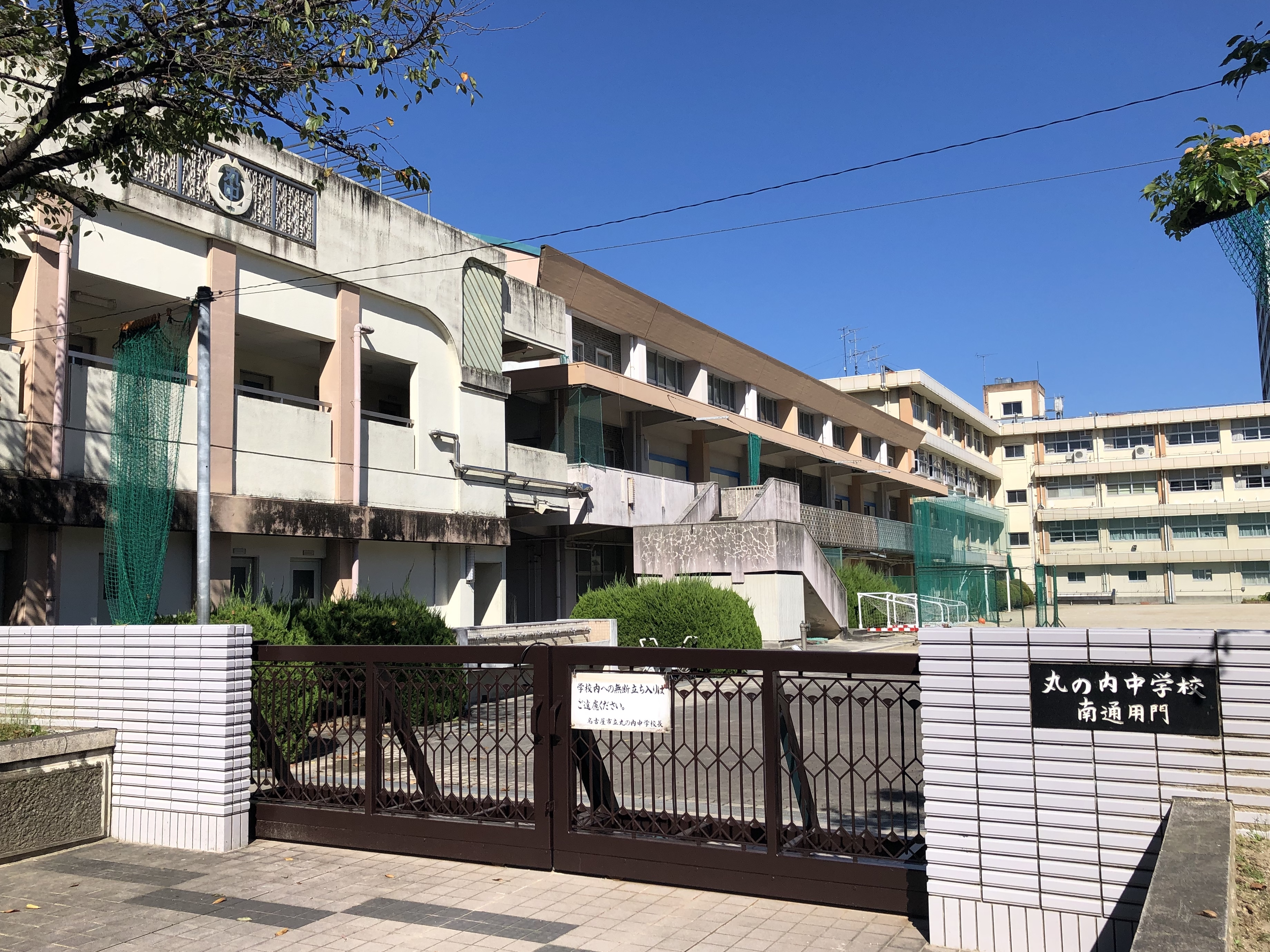
南通用門

名古屋市立丸の内中学校（なごやしりつ まるのうちちゅうがっこう）は、愛知県名古屋市中区三の丸一丁目にある公立中学校。

## 歴史
元々、名古屋市立前津中学校の南外堀町分校として当地に設置された学校である。1965年（昭和40年）4月、名古屋市立丸の内中学校として独立開校を果たした。

### 生徒数の変遷
『愛知県小中学校誌』（2018年）によると、生徒数の変遷は以下の通りである。
| 1965年（昭和40年） | 772人 |  |
| 1967年（昭和42年） | 686人 |  |
| 1977年（昭和52年） | 491人 |  |
| 1987年（昭和62年） | 661人 |  |
| 1997年（平成9年）  | 300人 |  |
| 2007年（平成19年） | 174人 |  |
| 2017年（平成29年） | 90人  |  |

## 部活動

### 運動部
- ハンドボール部（男子）
- バレーボール部（女子）[WEB 3]

※ ハンドボール部（女子）は2021年（令和3年）の3年生引退をもって廃部となり、バレーボール部が設立された。
※テニス部は2023年度の3年生引退をもって廃部となった。これにより本校の部活動は男子ハンドボール部と女子バレーボール部のみとなり、部活動は実質的に一つしか選択肢がなくなった。

### 文化部
なし
※音楽部は2023年度の3年生引退をもって廃部となった。

## 通学区域
名古屋市立丸の内小学校と同様の学区を通学区域として指定している。
町名で示すと、本丸・二の丸・三の丸一丁目、二丁目、三丁目・丸の内一丁目、二丁目、三丁目および錦一丁目（一部）、二丁目（一部）、三丁目（一部）である。

## 交通アクセス
- 名古屋市営地下鉄鶴舞線 丸の内駅が最寄り駅である[WEB 6]。

### WEB
1. 1 2  “沿革誌”.   名古屋市立丸の内中学校. 2017年5月14日閲覧。
2. ↑  “学校の沿革”.   名古屋市立前津中学校. 2019年1月16日閲覧。
3. ↑  “部活動”.   名古屋市立丸の内中学校. 2019年1月16日閲覧。
4. ↑  名古屋市教育委員会事務局総務部教育環境計画室計画係 (2018年4月1日). “名古屋市立中学校区一覧（小→中）” (PDF).   名古屋市. 2018年11月14日閲覧。
5. ↑  名古屋市教育委員会事務局 子ども応援委員会制度担当部 学校計画室 計画係 (2016年9月1日). “名古屋市立小・中学校の通学区域一覧（中区）” (PDF).   名古屋市. 2017年5月14日閲覧。
6. ↑  名古屋市教育委員会事務局総務部企画経理課企画統計係 (2018年9月18日). “中区の小・中学校一覧”.   名古屋市. 2018年11月14日閲覧。

### 書籍
1. ↑  六三制教育七十周年記念 愛知県小中学校誌 合同記念誌編集特別委員会 2018, p. 206.